# Liste d'algorithmes
Cette liste recense des algorithmes par catégorie. 

## Liste par catégories

### Compression de données
- Run-length encoding (RLE)
- Codage de Huffman
- Lempel-Ziv-Welch (LZW)
- Transformée de Burrows-Wheeler (BWT)

### Tris

#### Algorithmes en temps quadratique
- Tri à bulles (bubble sort)
- Tri par sélection (selection sort)
- Tri par insertion (insertion sort)
- Tri de Shell

#### Algorithmes enT(n)=n.log⁡(n){\displaystyle T(n)=n.\log(n)}
- Tri rapide (quick sort) ou  Quicksort
- Tri fusion (merge sort)
- Tri par tas (heap sort)
- Introspective Sort
- Smoothsort
- Tri Arborescent

#### Algorithmes en temps linéaire
- Tri par dénombrement (counting sort)
- Tri par base (radix sort)
- Tri par paquets (bucket sort)
- Tri de crêpes (pancake sorting)

### Cryptographie

#### Chiffrement par substitution
- ROT13 (rotation de 13 caractères, sans clé)
- Chiffre de Vigenère (chiffrement polyalphabétiques)

#### Cryptographie symétrique
- DES
- 3DES
- AES
- RC4
- RC5
- MISTY1
- Liste complète d'algorithmes de cryptographie symétrique.

#### Cryptographie asymétrique
- RSA
- Elliptic Curve Cryptography
- ElGamal
- Liste complète d'algorithmes de cryptographie asymétrique.

#### Algorithmes de hachage
- CRC
- MD5
- RIPEMD
- SHA-0
- SHA-1
- Liste complète d'algorithmes de hachage.

#### Test de primalité
- Test de primalité de Lucas-Lehmer
- Algorithme d'Agrawal-Saxena-Kayal

### Graphes
Liste des algorithmes de la théorie des graphes
- Algorithme de Prim, arbre couvrant minimal
- Algorithme de Kruskal, arbre couvrant minimal

#### Pathfinding
- Algorithme de Dijkstra
- Algorithme de Floyd-Warshall
- Algorithme de Warshall
- Algorithme de Ford-Bellman
- A*, un algorithme très répandu, de calcul de Pathfinding
- Algorithme de parcours en largeur
- Algorithme de parcours en profondeur
- Algorithme de Viterbi
- Algorithme de Kosaraju's

#### Arbre de décision
- ID3
- CHAID
- CART
- C4.5
- C5
- Exhaustive CHAID
- QUEST

### Graphisme
- Algorithme de Bresenham, dessin d'un segment de droite
- Algorithme de Canny, détection des contours d'une image
- Algorithme de de Casteljau, dessin de courbes de Bézier
- Algorithme d'Oslo, dessin de B-splines
- Algorithme du peintre, masquage d'objets en 3D
- Algorithme de remplissage par diffusion
- Algorithme de Sobel, détection de contours
- Algorithme de Bentley-Ottmann, détection d'intersections dans un ensemble de segments
- GrowCut

### Génie logiciel
- Algorithme du banquier, allocation de ressource sans blocage
- Algorithme de la boulangerie, exclusion mutuelle
- Algorithme de Dekker, exclusion mutuelle
- Algorithme de Peterson, exclusion mutuelle
- Algorithme des nœuds chapeaux, gestion d'un calendrier de ressources
- Algorithme Round-Robin, ordonnancement

### Mathématiques

#### Algèbre linéaire
- Algorithme de Coppersmith-Winograd, produit de matrices
- Algorithme de Strassen, produit de matrices
- Algorithme de Freivalds, produit de matrices probabiliste
- Algorithme de Faddeev-Leverrier, calcul du polynôme caractéristique d'une matrice carrée

#### Optimisation
- Algorithme de Balas-Hammer
- Algorithme de Levenberg-Marquardt
- Algorithme de Newton
- Algorithme du simplexe
- Algorithme glouton
- Algorithme MinMax
- Negamax (en)
- Élagage alpha-bêta
- Expectiminimax tree (en)
- Méthode du nombre d'or
- Algorithme à estimation de distribution
- Méthode de Monte-Carlo
- Algorithme de Monte-Carlo
- Recherche arborescente Monte-Carlo
- Algorithme de Las Vegas
- Algorithme évolutionniste
- Algorithme génétique
- Algorithme mémétique
- Apprentissage profond

#### Autres domaines
- Algorithme de Berlekamp, factorisation de polynômes
- Algorithme de Cantor-Zassenhaus, factorisation de polynômes
- Algorithme rho de Pollard, décomposition en produit de facteurs premiers
- Algorithme de Risch, calcul de primitive
- Méthode multipolaire rapide, en analyse numérique

### Texte
- Algorithme d'Aho-Corasick, recherche de mots-clé
- Algorithme de Boyer-Moore, recherche de sous-chaînes
- Algorithme de Knuth-Morris-Pratt, recherche de sous-chaîne
- Algorithme de Rabin-Karp, recherche de sous-chaînes
- Algorithme de Wagner-Fischer, calcul de distance de Levenshtein

### Divers
- Tours de Hanoï
- Algorithme du British Museum
- Algorithme de Gauss Jordan
- Algorithme d'Euclide
- Algorithme du lièvre et de la tortue
- Algorithme de Nagle